# Nöthultagölen
Nöthultagölen är en sjö i Vaggeryds kommun i Småland och ingår i Lagans huvudavrinningsområde. Sjön är 5 meter djup, har en yta på 0,106 kvadratkilometer och befinner sig 201,1 meter över havet. Sjön avvattnas av vattendraget Lagan.

## Delavrinningsområde
Nöthultagölen ingår i det delavrinningsområde (637928-140374) som SMHI kallar för Utloppet av Käringasjön. Medelhöjden är 211 meter över havet och ytan är 3,86 kvadratkilometer. Räknas de 6 delavrinningsområdena uppströms in blir den ackumulerade arean 101,93 kvadratkilometer. Lagan som avvattnar avrinningsområdet har biflödesordning 2, vilket innebär att vattnet flödar genom totalt 2 vattendrag innan det når havet efter 211 kilometer. Delavrinningsområdet består mestadels av skog (67 procent). Avrinningsområdet har 0,54 kvadratkilometer vattenytor vilket ger det en sjöprocent på 13,9 procent.